# 듄 (소설)
《듄》(Dune)은 프랭크 허버트가 쓴 과학 소설로 1965년에 출판되었다. 1966년에 휴고 상을 받았으며 최초의 네뷸러 상을 수상한 작품이기도 하다. 듄은 가장 위대한 과학 소설로 자주 꼽히며, 역사적으로 가장 많이 팔린 과학 소설로서도 자주 인용된다. 또한 최초의 베스트셀링 하드커버 과학 소설이기도 하다.
듄 뒤에 이어지는, 프랭크 허버트가 1986년 사망하기 전까지 집필한 듄 시리즈의 작품들로는 듄, 메시아, 듄의 후예들, 듄의 신황제, 듄의 이단자들, 듄의 신전으로 총 5개로 6부작을 이루고 있다. 또한 듄은 데이빗 린치가 1984년에 영화로 만들기도 하였고 2000년 미국의 과학소설 채널의 미니시리즈 및 그 후속작들, 그리고 컴퓨터 게임과 보드 게임으로도 만들어졌다. 또, 속편들은 저자의 아들인 브라이언 허버트와 케빈 J. 앤더슨이 1999년에 공동으로 집필하기 시작했다.

## 작품 설명
듄은 먼 과거의, 팽창하는 항성간 봉건 제국에서 시작된다. 제국은 코리노 왕조에 충성을 바치는 귀족 집안들에 의해 통치되고 있다. 소설은 우주에서 가장 귀중한 자원인 스파이스 멜란지의 유일한 산지인 사막 행성 아라키스로 이주하게 된 폴 아트레이드와 그 가족의 이야기를 그리고 있다. 폴 아트레이드는 레토 아트레이드 공작의 아들로 아트레이드 가의 공자이다. 소설은 정치, 종교, 생태, 기술, 인성 그리고 폴의 운명과 그의 가족, 새로운 행성과 원주민들, 또한 파디샤 황제, 길드, 그리고 비밀스런 대모(代母)들의 단체인 베네 게세리트 등의 복잡한 관계를 그리고 있다. 